# Катарина Бургундска
Катарина Бургундска (на френски: Catherine de Bourgogne; * 1378; † 26 януари 1425, Дижон) е принцеса от Бургундия и чрез женитба херцогиня в Предна Австрия.

## Живот
Тя е втората дъщеря на херцог Филип II Смели от Бургундия (1342 – 1404) и съпругата му Маргарета Фландерска (1350 –1405). По-малка сестра е на херцог Жан Безстрашни.
Катарина се омъжва през 1393 г. за Леополд IV Хабсбург (1371 – 1411), херцог на Австрия, от 1396 г. граф на Тирол. Бракът е бездетен.
Тя управлява в Елзас. През 1409 г. Катарина води война с Базел, след една година се съюзяват. След смъртта на Леополд тя се омъжва през 1414 г. за Максимилиан Смасман фон Раполтщайн († ок. 1450) и с него няма деца. Погребана е в манастир Шампмол в Дижон.